# Mingos & Os Samurais
Mingos & Os Samurais è il quinto album in studio del musicista portoghese Rui Veloso, pubblicato nel 1990.

## Tracce

### CD 1
1. Irmãos  de Sangue
2. O que eu quero ser quando for grande
3. No dia da Comunhão Solene
4. O prometido é devido
5. Não há estrelas no céu
6. Twist é Sedução I
7. Conceição
8. No extremo do Salão
9. Mago do BIlhar
10. Sámapatti
11. Tuna Recreativa
12. A Gente vai na digressão

### CD 2
1. Fio de Beque
2. Morena de Azul
3. Psicadélico Desesperado
4. Zira
5. Baile de Paróquia
6. A Paixão (Segundo Nicolau da Viola)
7. Twist é Sedução II
8. No dia em que o Meno Rock morreu
9. Um trolha d'areosa
10. Embalagem de damas (epilogo)